# Joachim Hiller

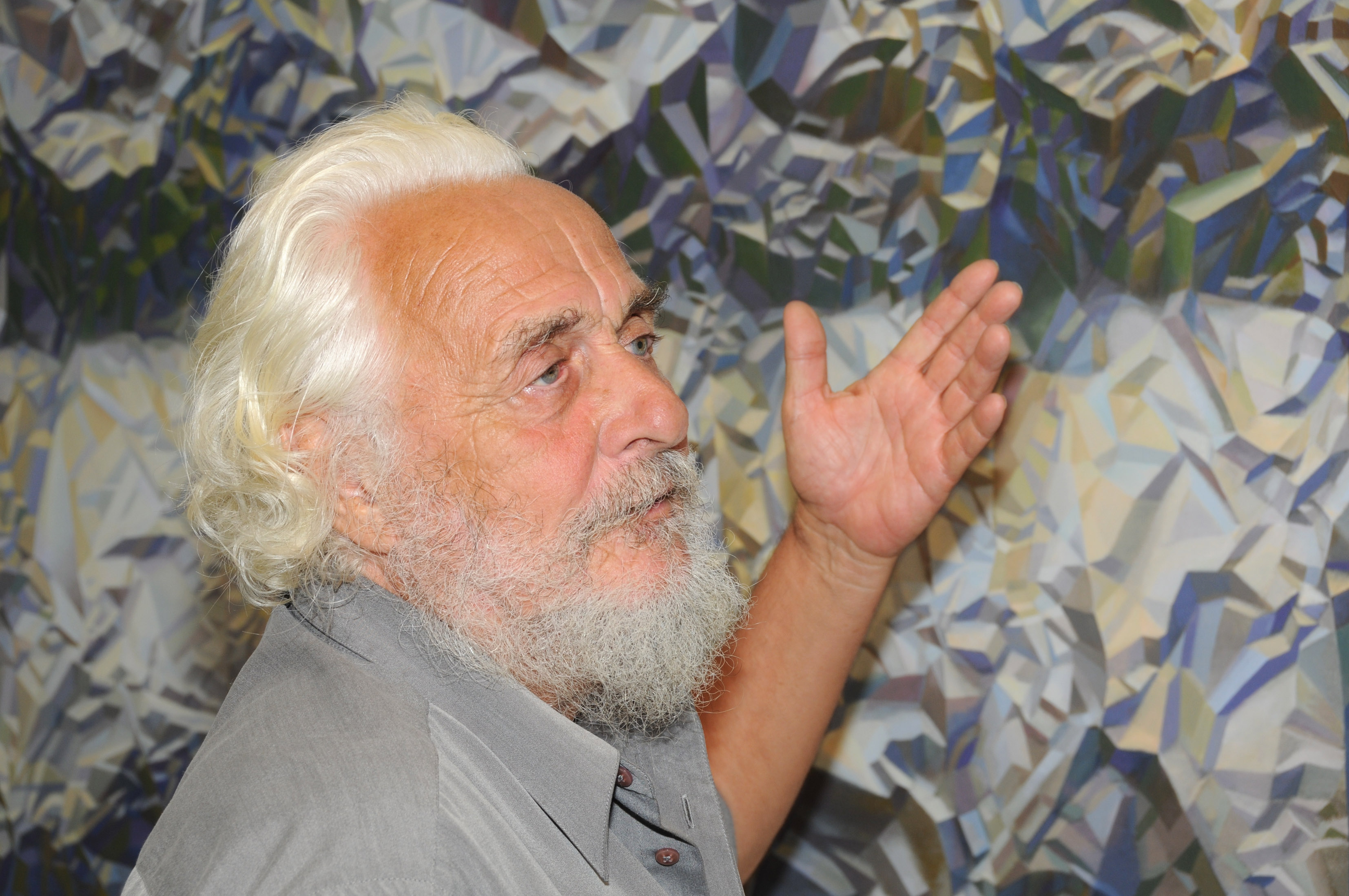
Joachim Hiller 2008

Joachim Hiller (* 13. Oktober 1933 in Berlin-Lichterfelde) ist ein deutscher bildender Künstler. Sein Werk umfasst Gemälde und Reliefs in unterschiedlichen, zum Teil von ihm selbst entwickelten Techniken sowie Arbeiten auf Papier.

## Leben
Von 1949 bis 1953 studierte Joachim Hiller an der Meisterschule für das Kunsthandwerk in Berlin-Charlottenburg. Anschließend arbeitete er als Grafiker bzw. Werbegrafiker in Berlin (1954–1958) und Frankfurt am Main  (1959–1962), später als Artdirector in Hamburg und wiederum Frankfurt a. M. (1963–1968). 1966 lernte Hiller bei gemeinsamen Arbeiten an Anzeigenkampagnen für die Deutsche Lufthansa den Kölner Fotografen Chargesheimer kennen. Die unangepasste Lebensart des „Bohémien aus Köln“ bestärkte Hiller in dem Wunsch, seinen Brotberuf aufzugeben und freier Künstler zu werden.
1968 stieg Hiller aus der Werbewirtschaft aus und ging an die Küste Dalmatiens (Jugoslawien), insbesondere auf die Insel Sveti Klement. Die Federzeichnungen, die er dort 1969 nach den Strukturen verwitterter Steine und Felsen anfertigte, markieren den Durchbruch zu seiner eigenständigen Kunst. 35 Jahre entstand Hillers  Werk abseits des Kunstbetriebs, ohne Galerievertretung und ohne Ausstellungen. Erst 2005 entschied er sich dazu, seine Werke öffentlich zu zeigen. Sein eigenständiger Ansatz einer prozessorientierten Malerei, bei der nicht die Subjektivität des Künstlers, sondern die objektiven Eigenschaften des Materials und des Farbauftrags im Mittelpunkt stehen, konnte somit erst mit Verspätung rezipiert werden.  Hiller lebt mit seiner Ehefrau Ingetraud, mit der er seit 1969 zusammen ist, in Hummerzheim, (Nordrhein-Westfalen).

## Werk
Im Mittelpunkt von Hillers Werk steht die Beschäftigung mit Strukturen analog zu den Formbildungskräften der Natur. Zu Beginn seiner künstlerischen Tätigkeit ist noch die Nähe zur Malerei des Tachismus bzw. Informel zu erkennen. Vorbildfunktion hatten zu Beginn insbesondere die freien Farbform-Kompositionen von Serge Poliakoff. Um 1970 löste sich Hiller von der traditionellen Ölmalerei. Seither verwendet er vorzugsweise Acrylfarbe. Immer wieder experimentierte Hiller mit unterschiedlichsten Materialien wie Glas, Sand, Hartschaum, Zement usw. Durch den Materialeinsatz erweiterte sich die Malerei immer wieder zum Relief. Die Verfahren zum Auftragen der Farbe wurden ebenfalls experimentell erweitert: So finden sich in Hillers Arbeiten Airbrush-Techniken, diverse Abklatschverfahren, das Auswaschen und Abschleifen von Farbschichten, das Zerbrechen und Fixieren von Glasplatten, das Gefrieren von Acrylfarbe, das Verteilen der Farbe mit Druckluft usw.
Mit den nur wenige Jahre älteren Künstlern der Künstler-Gruppe ZERO verbindet Hiller das Absehen von der subjektiven Äußerung des Künstlers, das Interesse an objektiv vorfindlichen Strukturen sowie der Zusammenhang von Kunst und Natur. Doch im Unterschied den ZERO-Künstlern hielt Hiller an der Malerei fest, erweiterte jedoch deren Möglichkeiten durch experimentelle Verfahren.
Bis weit in die 80er-Jahre hinein interessierte sich Hiller insbesondere für Farbe als Material. Erdige Farben und Strukturen, die an Erosionsprozesse oder an Satellitenaufnahmen von geologischen Formationen erinnern, waren bis dahin vorherrschend. Ende der 1970er-Jahre kam es zu einer kurzen Experimentierphase mit kinetischen Objekten.
Seit ca. 1997 wurde die Farbe als Kolorit zunehmend zum beherrschenden Thema seiner Kunst. Ausgehend von den Eigenschaften der wasserlöslichen Acrylfarbe entwickelte Hiller diverse neue Maltechniken, deren starkfarbige Resultate an die Erscheinungsformen von Wasser bzw. Wolken erinnern. Ab 2008 entstanden Gemälde, in denen die Farbe als lichtvolles, energetisches Geschehen durch Überlagerung zahlreicher Farbflächen thematisiert wird. Seit 2010 arbeitet Hiller an Gemälden in einem Verfahren, bei dem die Farbe so auf die Leinwände getropft wird, dass die Bilder sich nach und nach prozesshaft aus zahllosen farbigen Bildpunkten aufbauen.
Die Mehrzahl der Arbeiten von Joachim Hiller weist ein quadratisches Format auf, weil diese Form neutral gegenüber Richtungstendenzen ist. Seine Werke tragen prinzipiell keinen Titel, damit der Betrachter frei ist für eigene Assoziationen.

## Zitate
„Die Freiheit war das Wichtigste für mich. (...) Die Freiheit wird immer größer, je näher man die Naturformen studiert.“
„Wenn man beispielsweise Wasser nimmt: Wasser ist flüssig, Wasser ist als Wolke luftig und Wasser ist als Eis fest. Und wenn man nun feste Körper hat und flüssige Körper und flüchtige, gasförmige Körper, dann hat man die ganze Welt eigentlich beisammen. Und wenn man das kann, wenn man diese drei Elemente richtig darstellen kann, dann müsste man die ganze Welt darstellen können, oder besser gesagt: eine neue Welt daraus machen.“
"Ich male nicht die Natur, ich male wie die Natur"

## Ausstellungen (Auswahl)
- 2005 Bonifaziustürme Mainz
- 2006 Galerie Nero, Wiesbaden
- 2007 Galerie Walter Bischoff, Berlin
- 2007 ALP Galleries, New York City
- 2008 radicalgallery, Zug
- 2008 „Joachim Hiller. Retrospektive zum 75. Geburtstag“, Villa Haiss. Museum für zeitgenössische Kunst, Zell am Harmersbach
- 2008 Mount San Antonio Gallery, Los Angeles
- 2008 Kunsthaus Oberkassel, Düsseldorf
- 2009 Galleria Immaginaria, Florenz
- 2009 Galerie Nero, Wiesbaden
- 2009 Orangerie der Residenz Würzburg
- 2009 Galerie Dengler + Dengler, Stuttgart
- 2010 „Sky in the Art“, Staatliche Museen, St. Petersburg (Gruppenausstellung)
- 2010 Galerie artobes, Düsseldorf
- 2011/2012 „Terra incognita“, Altana Galerie der Technischen Universität Dresden
- 2013 "Joachim Hiller. Interferenzen", HLP Galerie, Wesseling